# Avenue Albert-de-Mun
Pour les articles homonymes, voir Mun.
Ne doit pas être confondu avec Rue Albert-de-Mun.
L’avenue Albert-de-Mun est une voie située dans le quartier de Chaillot du 16e arrondissement de Paris, en France.

## Situation et accès
Longue de 230 mètres, elle débute au 54, avenue de New-York et se termine au 43, avenue du Président-Wilson.
Le quartier est desservi par les lignes 6 et 9 à la station Trocadéro et par la ligne 9 à la station Iéna.

## Origine du nom

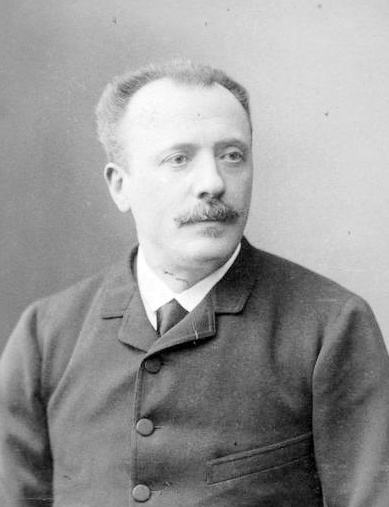
Albert de Mun.

Cette artère porte le nom du comte Albert de Mun (1841-1914), militaire, homme politique, académicien, et créateur des Cercles catholiques d’ouvriers.

## Historique
Par un arrêté du 2 octobre 1924, la partie de la rue de Magdebourg située entre l'avenue de Tokio et l'avenue du Président-Wilson est détachée pour former l'« avenue Albert-de-Mun ».

## Bâtiments remarquables et lieux de mémoire

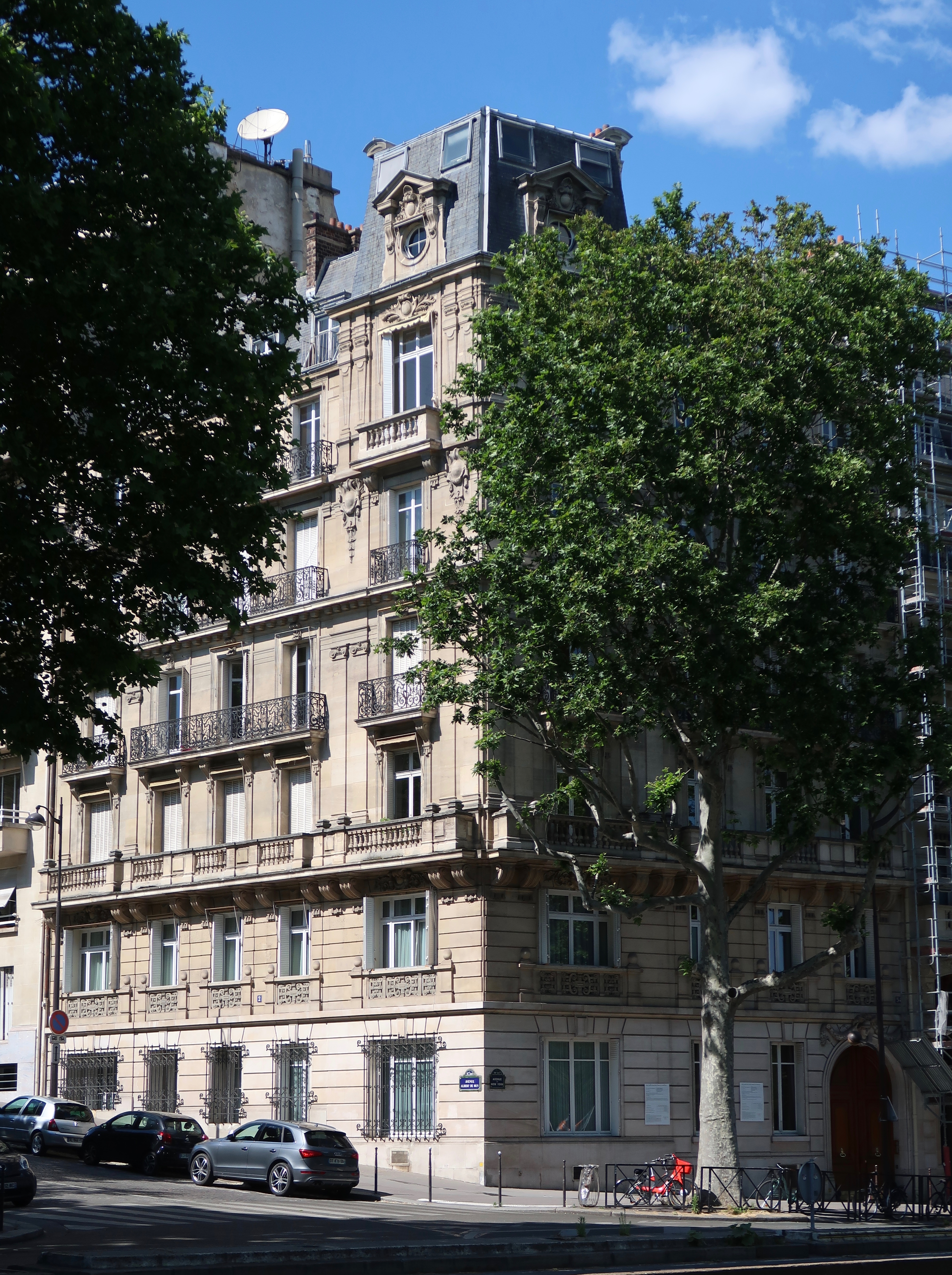
No 2, au croisement avec l'avenue de New York.

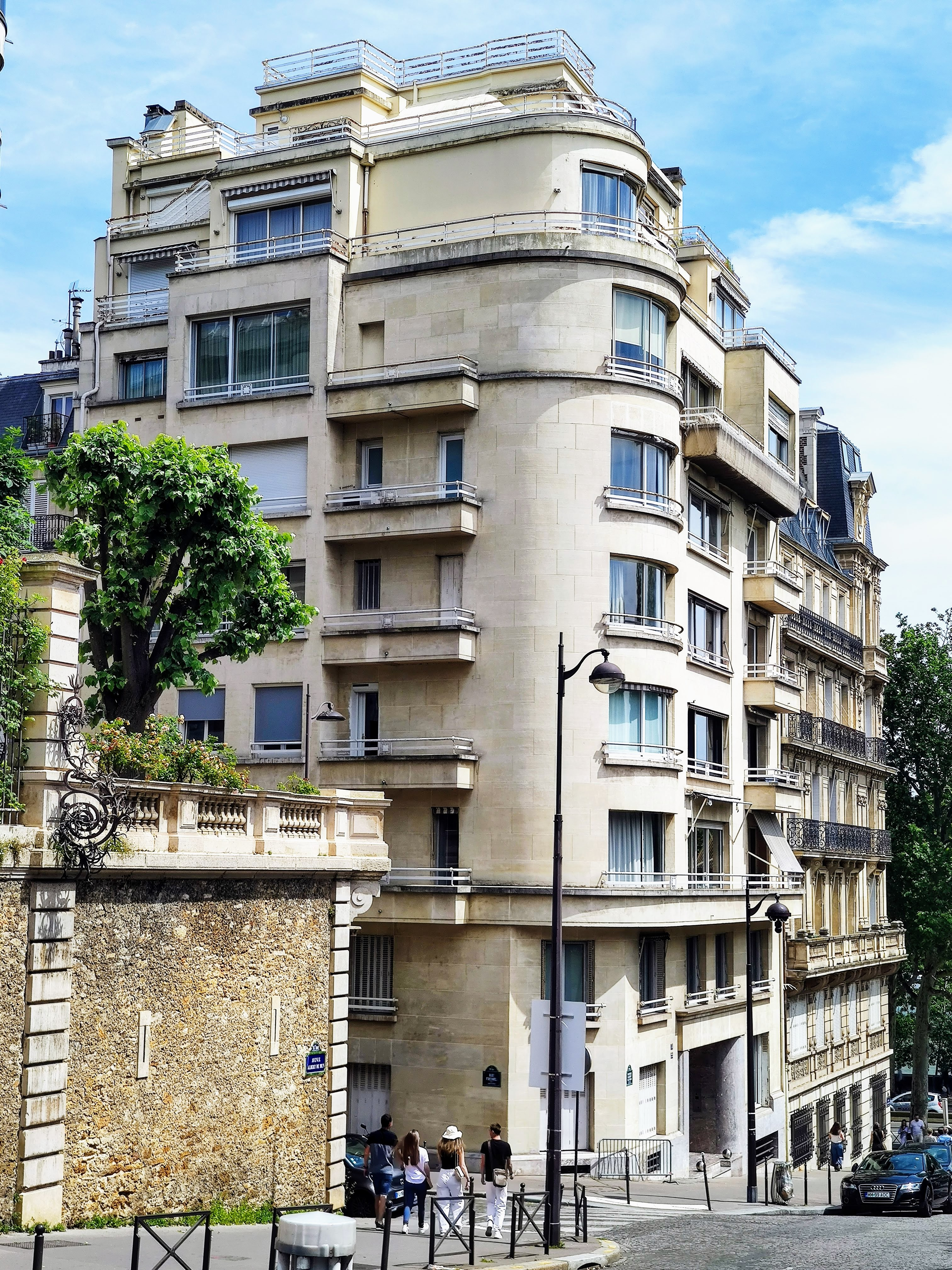
No 4.

- No 4 : immeuble de grand luxe construit en 1934 par l'architecte Jean Fidler, à l'entrée habillée de marbre ; les trois derniers étages constituent, à l'origine, un hôtel particulier[2]. La scène finale du roman de Patrick Modiano, Accident nocturne (2003), s'y déroule.

### Dépôt du Service des phares
En 1869, un bâtiment est construit sur le segment le plus haut de l'avenue, au croisement avec l'avenue du Président-Wilson, côté droit (en montant). Accueillant un dépôt du Service des phares et balises, il est surmonté d'une lanterne de 3,5 m de diamètre et de 5,80 m de hauteur. Auparavant, un édifice de style similaire, doté lui aussi d'une lanterne, se trouvait quai de Billy, détruit par la suite pour permettre l'aménagement des jardins du Trocadéro.
La position en hauteur du « dépôt des phares du Trocadéro » sur la colline de Chaillot, avec vue sur le Champ-de-Mars (désert la nuit et non éclairé), permettait à ses ingénieurs d'effectuer des expériences de signalisation (portée et visibilité), afin de concevoir les équipements des phares du littoral français. Des points de vue encore plus éloignés étaient aussi utilisés (gare chemins de fer de l'Ouest, fort d'Ivry ou encore hauteurs de Bellevue à Meudon. Une clause prévoyait de maintenir une vue dégagée entre le bâtiment et le Champ-de-Mars, violée en 1887 avec la construction de la tour Eiffel ; néanmoins, on utilisa cette dernière pour des expériences d'éclairage, en tendant des toiles blanches, la nuit, sur la Dame de fer. Le dépôt du Trocadéro servait également d'atelier de réception, d'assemblage et de maintenance. De l'autre côté de la Seine se trouvaient deux usines de fabrication de matériel lié aux phares, 17-23 rue Desnouettes et 26 avenue de Suffren. Les liens étroits qui existaient entre ces activités de recherche et de fabrication sur des sites proches permirent à la France d'occuper dans le monde une position prédominante en ce qui concerne la fabrication des phares, et ce pendant de nombreuses années,.
En 1936, le palais d'Iéna est construit dans le même pâté de maisons (place d'Iéna) afin d'accueillir le musée national des Travaux publics. Ce dernier finit par fermer ; il est remplacé en 1959 par le Conseil économique et social. Symétrique à l'aile longeant l'avenue d'Iéna, une nouveau aile est construite à partir de 1961 le long de l'avenue du Président-Wilson, le palais formant désormais un « V », dont l'arrière est alors toujours occupé par le bâtiment du Service des phares et balises.
La destruction du dépôt est entreprise en 1992, afin de « fermer » les extrémités du « V » par un nouvel édifice. Il était néanmoins initialement prévu de réinstaller ensuite sur place la lanterne qui coiffait l'ancien bâtiment, ce qui ne fut jamais fait. Elle se trouve de nos jours à Croissy-Beaubourg (Seine-et-Marne), dans les jardins de la zone industrielle accessible depuis le boulevard de Beaubourg (magasin central des finances). La boule sommitale en cuivre qui surmontait la lanterne a disparu. À côté se trouvent les vestiges de l'escalier métallique qui permettait de monter à la lanterne. La Société historique d'Auteuil et de Passy travaille de nos jours à son rapatriement à Paris et à son installation en face de son ancien site, dans les jardins du Trocadéro,.
Enfin, le dépôt du Trocadéro abritait un musée d'une pièce ouvert au public, qui présentait des archives et des objets liés à l'histoire des phares. En 1950, ses collections sont transférées au Service des phares et balises de Bonneuil-sur-Marne (Seine-et-Marne) puis en 1988 dans l'ancienne centrale électrique du phare du Créac'h (Finistère).